# Наугольне
Науго́льне — село в Україні, у Нижньодуванській селищній громаді Сватівського району Луганської області.
Населення становить 325 осіб. Орган місцевого самоврядування — Оборотнівська сільська рада.

## Географія
У селі балка Суха Кобилка впадає у річку Кобилку.

## Історія
Село постраждало внаслідок геноциду українського народу, вчиненого урядом СССР у 1932—1933 роках, кількість встановлених жертв — 17 людей.

## Пам'ятки
В околицях села розташований ботанічний заказник місцевого значення «Гончарівський».

## Також
- Перелік населених пунктів, що постраждали від Голодомору 1932-1933, Луганська область